# 願榮光歸香港
願榮光歸香港，又名我願榮光歸香港，簡稱願榮光或榮光，是一首由2019年香港反對逃犯條例修訂草案運動参与者創作並廣為傳唱的抗爭歌曲。由一群連登網民自發創作并在网络上流傳，歌詞的内容大意是：香港這片土地發生讓香港人流淚及憤怒的事情後，人們為了公義而拒絕沉默並選擇不再退縮地共同走上街头，香港人的勇氣和智慧可以渡過整个黑暗時刻，走向「光復香港，時代革命，民主自由永不朽」的未來。
歌曲於2019年8月31日上傳至網絡以來，被不少香港人及海外支持者認可，並被称作“香港國歌”，並於多場有關反修例運動的示威中被奏唱，成為此運動的本土集體抗爭象徵之一，亦有媒體及知名人士讚揚詞曲表达了示威者心聲。與此同時，歌曲也引發了爭議，如被港區全國人大代表陳曼琪認為其散播「香港獨立」思想。2020年7月8日，香港特區時任教育局局長楊潤雄表示，此歌「帶有強烈政治訊息」，因此「絕對不應」在香港校內奏唱與播放。2022年，這首歌是搜尋引擎Google搜尋「香港國歌」或「Hong Kong national anthem」最前列的結果。2024年5月，高等法院上訴庭批出禁制令，禁止公眾人士在網上或任何平台傳播该曲，包括其旋律和歌詞，以及包括手語在內不同語言的版本。

## 創作過程

### 緣起
2019年6月，香港爆發反對逃犯條例修訂草案運動。與此同時，創作人之一的Thomas（化名全名：Thomas dgx yhl，又簡稱作：t, tdgx）開始構思一首新的抗爭歌曲，他認為，過去社運街頭时常響起海闊天空、光輝歲月，这些流行歌曲与现场氛围格格不入。兩首歌曲虽能引起大家共鳴，但旋律上不是很符合現場的氣氛。

### 編曲
有別於流行曲，他主張抗爭歌曲的旋律應該以古典音樂為基礎。因此，他在創作時候參考了巴洛克音樂和一些現代軍歌，例如英國國歌天佑吾、美國國歌星條旗、俄羅斯聯邦國歌、美國爱国歌曲共和國戰歌以及基督宗教讚美詩榮歸主頌等等。願榮光的旋律考虑了「正重拍的节奏感」，因此旋律類似古典音乐。

### 填詞
在花了約兩個月時間完成作曲後，Thomas開始著手填詞。他第一句想到的就是「我願榮光歸香港」，这同时也是歌曲最後的一句。他表示這一句歌詞有兩種意思：一是展望未來，希望香港可以變回一個大家心目中的光榮、榮耀的城市；二是希望香港人願意將個人的榮耀和光榮歸予香港。歌名中的「榮光」解作光榮、光采，在漢字文化圈的現代日本、南韓、北韓、越南是常見用詞；亦是基督教常用詞彙，也見於唐代詩人李白的《大獵賦》及魯迅的作品：
| “                              | 彼此呼喊說：聖哉！聖哉！聖哉！萬軍之耶和華；他的榮光充滿全地！ | ” |
| ——圣经和合本《以賽亞書》6章3節 |                                                                |   |

| “                  | 方將延榮光於后昆，軼玄風於邃古。 | ” |
| ——李白，《大獵賦》 |                                  |   |

| “                               | 他們的國粹，既然這樣有榮光，他們自然也有榮光了！ | ” |
| ——魯迅，《熱風 · 隨感錄三十八》 |                                                  |   |

### 網上合作
2019年8月26日，Thomas在連登討論區發了一則名為「作左首軍歌幫大家回血願榮光歸香港招virtual合唱」的帖子。而他在發帖徵集合唱者的同時，也將初版歌詞上載，讓連登網民給予意見作修改；而其中一項修改便是將「光復香港，時代革命」寫入了歌詞之中。歌曲總共分四段： 
1. 自由、平等、公正，都是人與生俱來的權利，但近年香港人卻發現，這些價值原來會不斷被剝奪、打壓，這是歌詞第一段想講的，令大家有返共鳴
2. 形容的則是反送中運動的概況，大家見到不公義的情況，即使流血，甚至有人獻出生命，大家都要站出來
3. 黑暗時期大家都要繼續前進
4. 展望未來，希望光明、榮耀重臨香港

兩三天後，約20多位連登網民應邀在錄音室合唱錄製歌曲。

### 歌曲發佈
2019年8月31日，歌曲的MV以dgx dgx的名義，上傳至YouTube，兩星期內點擊率突破100萬次。9月11日，香港文化藝術工作者團體「Black Blochestra」在YouTube上載願榮光歸香港的管弦樂團版本，兩日內獲得超過70萬人次收看。願榮光歸香港的作者於2019年12月接受《眾新聞》電話訪問時說，最喜歡8月31日上載、配上新聞畫面的第一個合唱版本，「感覺最真實」。9月13日下午，歌曲於音樂平台KKBOX上架，歌曲上架後除了獲得香港新歌即時榜的冠軍，也獲得日榜與週榜單的冠軍。
Thomas在接受英國廣播公司採訪時表示：「我想寫一首歌，主題是香港人爲民主自由抗爭。從六月初開始構思到八月初。我原本其中一個目的是凝聚人心，鼓舞士氣。大家平時不斷叫口號，好像沒有什麼可以做。大家經過兩三個月，開始有一些疲態出現，這個時機剛剛好，沒有故意選這個時候推出。大家好像重拾一點活力，爲這場運動注入新的元素，達成我原本的原意」。
根據YouTube香港分部發佈之2019年度回顧，「願榮光歸香港管弦樂團及合唱團版 MV」位列該年度「十大熱門本地音樂影片」第一位。
2019年11月25日，願榮光歸香港在有心人協助下被派台往香港商業電台，根據該電台規則，歌曲派台後根據每周電台播放次數而角逐「叱咤樂壇流行榜」位置。雖然此曲派台後網上有逾13萬Like，但在節目播放的次數不足，故未能上榜。
根據Google公布之2019年度香港熱門搜尋榜，願榮光歸香港位列「熱爆本地頭條」第六名。
2023年6月7日，即政府入稟法院申請禁制令後首天，願榮光歸香港大碟佔據iTunes熱門歌曲排行榜首位，而不同版本的願榮光歸香港亦進佔前8位。有傳媒在8日凌晨發現，排行榜前10位皆已被願榮光歸香港所佔據。
2023年6月19日，Dgx團隊以以「2023 Edition」專輯形式在蘋果公司旗下產品以外的各大音樂平台重新上架，並新增了三首全新的音軌。Dgx團隊在Facebook專頁發表聲明，表示堅決反對任何試圖箝制思想及言論自由的行為，並稱確實明白大家「不願連選擇音樂的自由也失去」的心聲，將盡力捍衛這份心願。

## 運動中傳唱

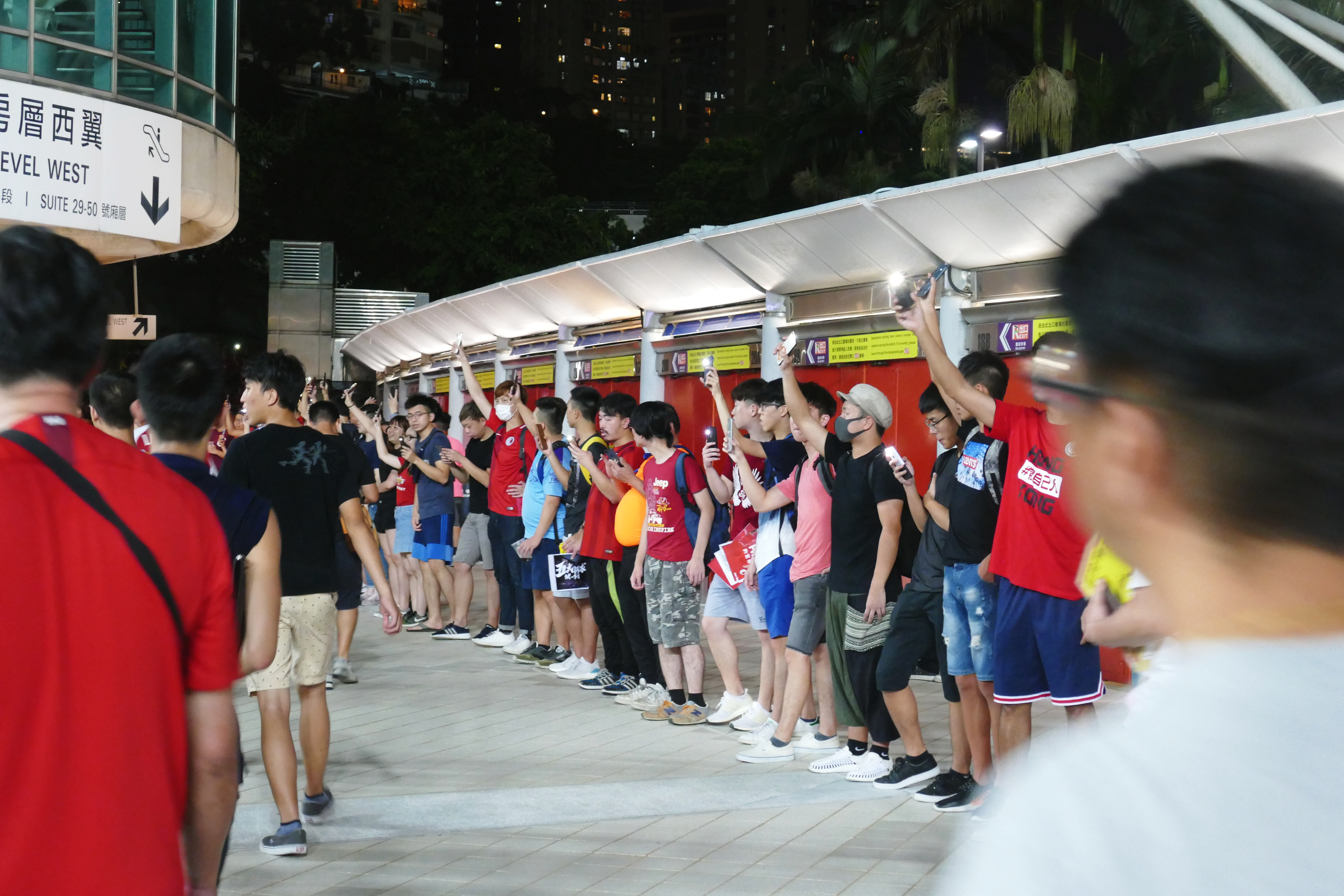
9月10日晚上，在香港大球場舉行由香港足球代表隊對伊朗國家足球隊的世界盃外圍賽中，有球迷合唱此曲

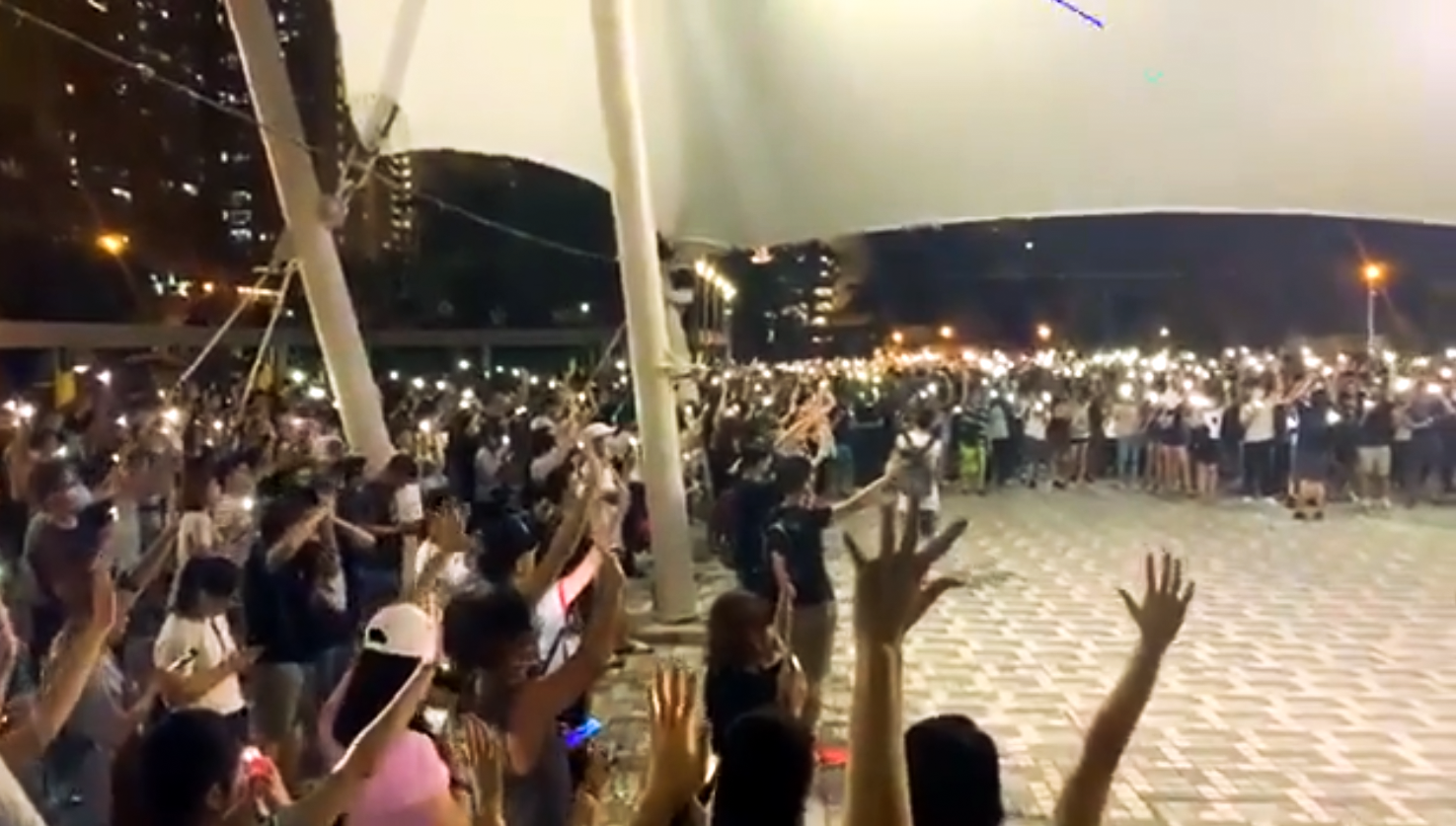
9月10日晚上，黃大仙廣場現場大合唱

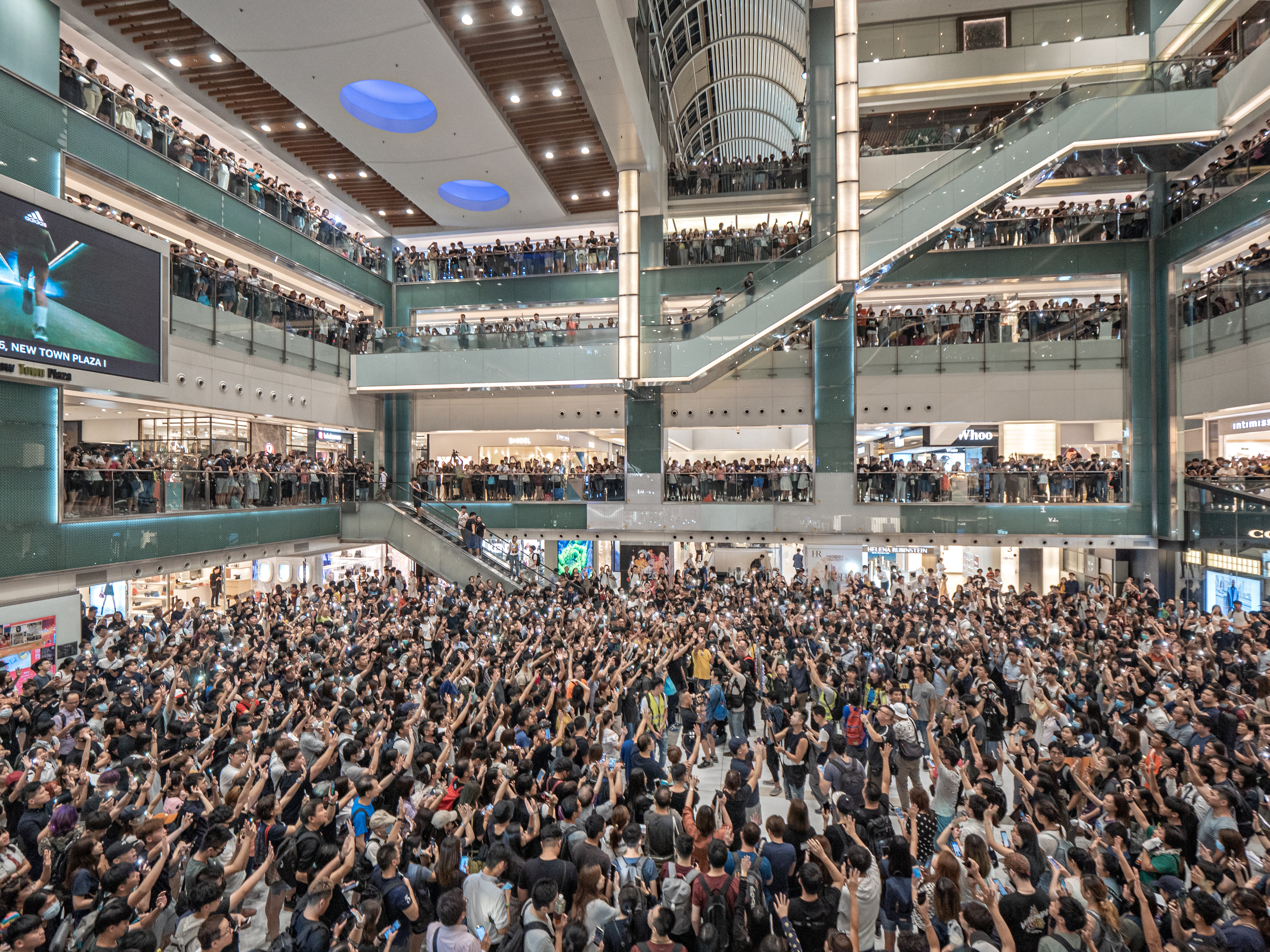
9月11日晚上，約1,000名市民在沙田新城市廣場內合唱

2019年9月6日，有約200名市民在太子站靜坐，要求港鐵交出2019年8月31日太子站襲擊事件的閉路電視片段，呼叫口號的同時，也合唱了此曲和Do You Hear the People Sing。9月9日，約數百名市民在太古城中心商場合唱了此曲。9月10日，在香港大球場舉行由香港足球代表隊對伊朗國家足球隊的世界盃外圍賽中，有球迷合唱此曲。除了香港大球場外，市民在當晚8時31分分別於新港城中心、新都會廣場、屯門市廣場、新世紀廣場、匯豐總行大厦、黃大仙中心、觀塘apm、將軍澳、上水和大埔一同合唱此曲。9月11日，約100名市民在粉嶺嘉盛苑舉行的一名自殺示威者的追思會中合唱了此曲。觀塘區、將軍澳及九龍城區約10多間中學，約500名學生發起了人鏈活動，期間也合唱了此曲。約1000名市民在新城市廣場內合唱此曲，與此同時在大埔超級城、鑽石山荷里活廣場、荃灣廣場、九龍灣淘大商場、西環西寶城和油塘大本型也有市民一同合唱。
9月12日，有市民於中環國際金融中心、時代廣場、觀塘apm、屯門市廣場、以及形點等商場唱起此歌。期間，有手持中華人民共和國國旗的老翁，晚上約八時半走到西鐵元朗站，以大聲公播放及唱中華人民共和國國歌，並大叫「中國加油」等口號。另外，亦有数名白衣人踩场，引起个别衝突。除此之外，屯門區多間中學發起「聯校人鏈」活動，人鏈自龍門居沿屯門河連往港鐵兆康站，約3.5公里。期間高呼「五大訴求，缺一不可」、「光復香港，時代革命」的口號。此外，將軍澳人鏈活動在早上7時開始，參與活動的學生分別來自仁濟醫院王華湘中學、基督教宣道會宣基中學、博愛醫院八十週年鄧英喜中學、保良局甲子何玉清中學、播道書院、啟思中學、順德聯誼總會鄭裕彤中學以及港澳信義會慕德中學。人鏈由將軍澳單車館開始築起，分別向坑口及將軍澳方向延伸。活動在近8時完結。
9月14日，數百市民在屯門市廣場聚集，合唱願榮光歸香港。当晚，太古城中心有民間管弦樂隊出現，演奏願榮光歸香港，全場大合唱。9月16日，沙田威爾斯親王醫院醫護人員發起午膳集會，數百人在新座和新舊座間的天橋築成人鏈，齊唱願榮光歸香港。晚间，有網民在彩虹邨停車場上蓋籃球場组织「彩虹大合唱」，有逾100人響應，高舉開了閃燈的手機，合唱願榮光歸香港等多首歌曲。9月17日晚上7時開始，數百市民沿中環碼頭天橋組人鏈並亮起手機照明。高呼「五大訴求，缺一不可」、「香港人加油」、「光復香港，時代革命」等口號，高唱願榮光歸香港。至近8時，人鏈已伸延至德輔道中。
9月22日，下午3時，約70名市民在南昌站的V Walk商場內聚集和遊行，示威者沿商場通道唱願榮光歸香港、在中庭唱肥媽有話兒和一度在Uniqlo外靜坐。原先在南昌站V Walk遊行的人士到轉戰到圓方，約50人聚集於圓方溜冰場唱願榮光歸香港後，到美心集團旗下多间食肆門外聚集，高叫「有美心，無良心」、「香港人，加油」和「五大訴求，缺一不可」等口號，亦將訴求寫上在門外的大餐牌上。到傍晚6時一度舉起黃旗警告。港鐵在6時33分宣佈關閉九龍站，到晚上11時03分重開。9月23日，約三百名學生在樂富廣場中庭高唱願榮光歸香港、問誰未發聲，並懸掛「我願榮光歸香港」。亦有人亮着手機燈光，模仿雨傘革命時警方採取武力驅散後，數以萬計市民佔領金鐘主幹道，並亮起手機燈光的一幕。
在2019年10月13日的「18區開花」行動中，警方在將軍澳Popcorn商場內制服至少3人，而其中一人為將軍澳醫院的醫生。翌日（14日）將軍澳醫院主座地下有大約一百名醫護人員靜坐，聲援被捕的張姓醫生。靜坐的醫護人員大多戴上黑色口罩及繫上黑絲帶，期間他們高叫口號並合唱願榮光歸香港，又展示標語以抗議警方濫捕。院方一度用膠帶在地下大堂，圍起一個區域讓醫院職員靜坐，其後有市民想進入但被保安拒絕，惹來不滿，最終保安容許市民進入靜坐區。
海外的港人亦有響應唱起此歌的行動。在美國洛杉磯亞凱迪亞商場、加拿大溫哥華列治文時代坊和萬錦市麥威老購物中心等多處都有大合唱。

## 評價

### 正面

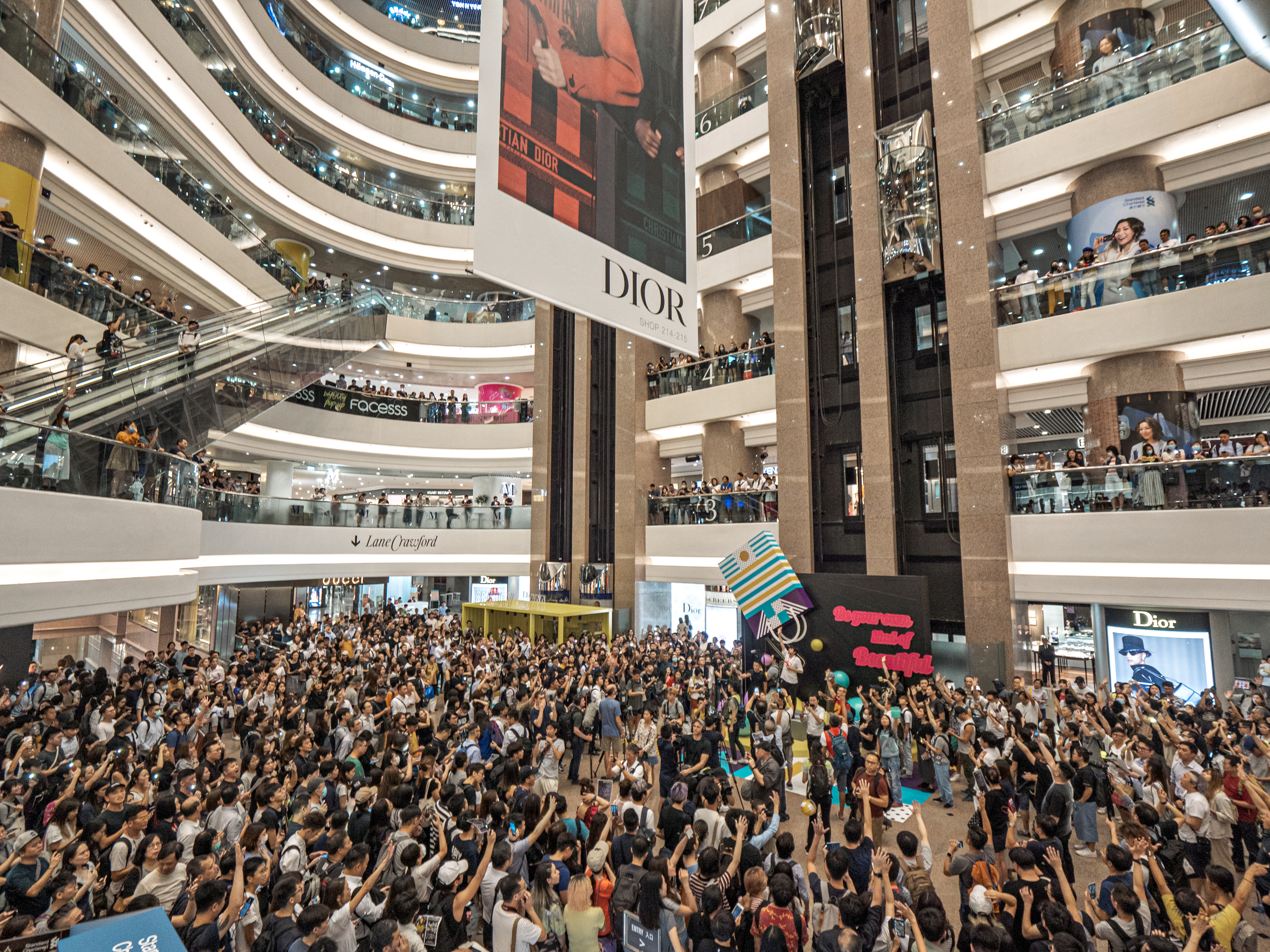
9月12日晚上，約千名市民在銅鑼灣時代廣場內合唱，更有人自帶樂器配樂伴奏

歌曲上傳至网络以来，德国媒体德国之声形容歌曲是香港抗议运动的“主题曲”。美国之音評價本作道出示威者心声。而《時代》雜誌更指其被視為香港的新「國歌」（Hong Kong's new "national anthem"）。
臺灣的《自由時報》亦作出相关報導，形容歌曲是「抗爭者軍歌」，唱出對香港局勢的不安，及對此不再退縮的革命精神。《華視新聞》認為歌曲「平和的歌聲中搭配的卻是港警和民眾之間流血衝突的場面，香港民眾創作了這首願榮光歸香港，記錄下一點一滴為民主自由奮鬥的歷程」。
香港中文大學政治與行政學系教授周保松表示，此曲的旋律和歌詞捕捉了大眾的感受，產生共鳴，團結示威者，使「許多人對這首歌產生很大的聯繫感（attachment）」。立法會前主席曾鈺成讚揚歌曲的技巧和質素相當高，表示由這首歌曲已充分反映示威者一方的文宣水平相當高，特區政府已遠遠落後。

### 負面
香港中聯辦下屬報紙《文匯報》9月12日以「獨歌洗腦，煽走獨路」作頭版，批評這首歌是「港獨之歌」，歌詞內容「美化暴力」。建制派人士潘麗瓊2019年9月13日在《明報》發表《鼓吹港獨的洗腦歌》文章，认为該歌鼓吹港獨、對年輕人進行洗腦。香港理工大學專業及持續教育學院講師陳偉強認為，該歌意在否定一國兩制和香港主權屬於中華人民共和國。《环球时报》評論稱本作是被「港獨份子」宣稱為「國歌」，「政治上很惡毒的歌曲」。
從樂理角度看，香港中文大學的音樂講師湯柏恩（Brian Thompson）批評該歌音調太高，音域太廣，非專業人士很難唱好。
香港警察一般對此曲比較反感，於2019年聖誕音樂人罷工行動期間，過百名音樂人於遮打花園進行和平集會音樂會。本來表演曲目包括這首歌，但場地附近出現防暴警察，要求場地負責人刪除歌曲。有個別中學生於校門外播放此曲被捕。

### 其他
願榮光歸香港帶有許多國歌的常見特徵，伴奏以銅管樂器為主，歌詞昂揚抒情。一些抗爭者表示，這首歌給他們帶來一種聽到國歌時的感受，一種對家園的集體自豪感，甚至稱之為香港「國歌」。創作者接受《立場新聞》訪問時，認為歌曲被封為「香港國歌」只是一種有利於宣傳的誇張說法，「但說回現實層面，香港只是一個特區，不是國家，何來國歌呢？」，表示這首歌的原意是抗爭的進行曲，是否應作為香港「區歌」，需經過民主討論決定。

## 相關事件

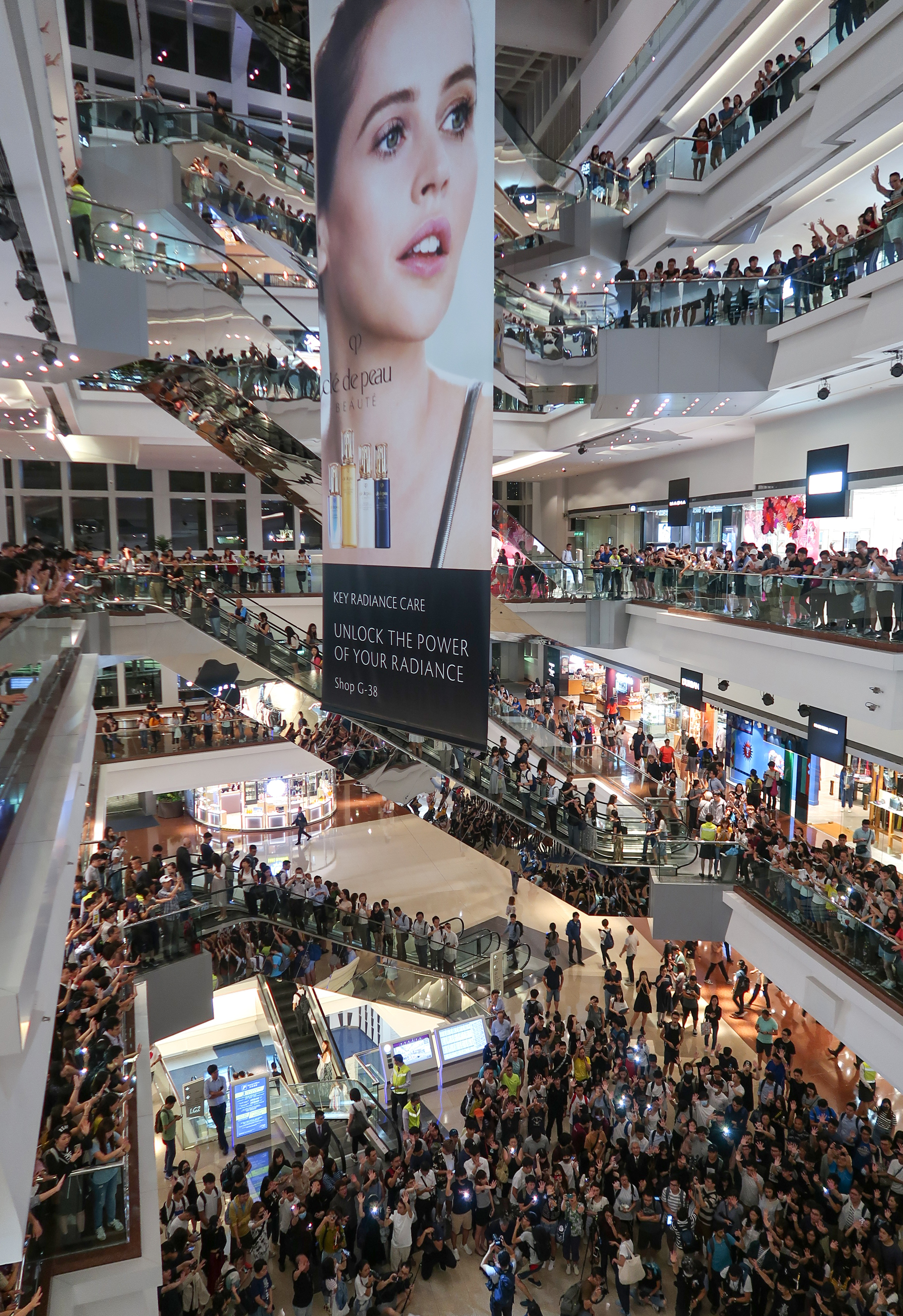
9月18日晚，網民發起於香港城市大學及又一城商場內舉辦音樂會

在加拿大中文電台AM1470主持節目的李婉華因播放该歌曲而遭到當地華人投訴，更傳出被封咪。之後，李婉華強調自己未有被封咪，但拒絕評論此事件。
2019年9月15日，據《蘋果日報》援引香港電台內部消息指，9月12日有員工收到上級通知，稱因願榮光歸香港與「港獨」有關，除電台新聞或烽煙節目因應「新聞報道需要」，可以播出該曲外，其他節目「最好不要」播放該歌曲。如果有節目曾經播放過，便要在資料庫將相關片段刪除。9月13日，港台管理層與處長梁家榮開會後，改稱「願榮光歸香港與『港獨』無關，但認為歌曲爭議大，不建議播放」。對此，港台機構傳訊總監伍曼儀回覆記者稱，港台管理層沒有禁播願榮光歸香港，沒有從資料庫剪走此曲，又稱據她所知，「沒有不建議播此歌」。港台制作的电视节目《躁動時代》也于9月13日播出的节目中播放此歌曲部分片段，而香港電台第二台于9月18日於凌晨播出的《C Hing祠堂》中有播出此歌，亦沒有從重溫中刪去。9月20日，《頭條新聞》新一季度首集即播放願榮光歸香港，而其網上重溫亦未見有刪改。「香港資深傳媒人員聯誼會」355位傳媒界人士聯署，致函商務及經濟發展局局長邱騰華，批評香港電台制作的節目成為「反中亂港」平台，投訴港台第二台於10月12日播出的《騷動音樂》直播節目中，主持人梁德輝播出「港獨歌曲」願榮光歸香港。
2019年9月15日，中國大陸維權人士賴日福被廣州警方以涉嫌「尋釁滋事」的罪名逮捕。賴日福曾於9月13日在家鄉附近河山拍攝一段影片，以願榮光歸香港為配樂，並配文「這是我的祖國，我要讓她自由！」而上載至微信及Facebook。2019年9月18日，公民黨立法會議員郭家麒、民陣召集人岑子杰、社民連主席吳文遠等一行十多人，遊行至中聯辦，在門外高唱願榮光歸香港以示抗議聲援。賴日福於10月18日取保获释。
2019年9月14日，有香港天主教堂在提前主日彌撒中以願榮光歸香港取代慣用的聖歌作「禮成詠」。9月16日，香港教區主教公署秘書長辦公處發佈通告，表示不認同社運歌曲適用於聖祭禮儀，認為此舉偏離禮儀原則，但鼓勵和支持堂區及信徒繼續為香港福祉代禱。
2019年9月26日，Apple Music將願榮光歸香港下架，蘋果公司則指未曾進行相關動作，只是上傳者將其「自行下架」。有連登（LIHKG）網民要求蘋果公司於10月1日前將歌曲重新上架，否則會杯葛蘋果公司。在蘋果重新上架《願榮光》后，《人民日报》批评蘋果的舉動「莫名其妙」，令人不得不遐想其行事的「內在邏輯」。
2019年10月16日举行的施政報告記者會上，有記者向香港特首林鄭月娥提問願榮光歸香港有否「危害香港主權或涉及港獨」，林鄭月娥未有回應。
2019年11月2日（即同日示威之前），有一名保時捷車主在銅鑼灣京士頓街疑似響號，而車上當時正播放願榮光歸香港。旁邊有防暴警察不滿，並將車上司機拉下車且無理拘捕，更把他按倒在馬路上。防暴警察向司機呼叫「現在控告你阻差辦公，趴在地！」根據運輸署紀錄，該車主名字與執業律師周富俊的姓名相同。涉事保時捷仍停於京士頓街。
香港學界辯論聯會舉行的第一屆全港中學學界辯論比賽中，包含「甲方：願榮光歸香港比《海闊天空》更適合成為香港民主自由的代表之歌；乙方：海闊天空比願榮光歸香港更適合成為香港民主自由的代表之歌」的辯題，教聯會稱題目具政治爭議，認為辯論比賽將校園政治化的目的「昭然若揭」，促辯論聯會立即抽起上述議題。辯論聯會表示，大部分辯題均為各參賽學校提出，只要辯題沒有重複、語意含混和存在「技術問題」，便不會改動辯題庫中的辯題。參賽的協恩中學中文辯論隊負責教師何冠霖認為，有關願榮光歸香港的辯題並非不合適，只是學生需從百多字的歌詞中辯論，辯論空間「較窄」。
2020年1月7日，葵青區議會舉行會議期間，一眾泛民主派的區議會議員高唱此曲，以表達港人持續逾半年反修例運動中的遭遇。被建制派議員投訴，民主黨葵青區議會主席單仲偕無理會。區內建制派的郭芙蓉等議員批評做法不當，認為此先例一開，以後在會議期間跳舞、打麻將也可，並離場抗議。經民聯立法會議員梁美芬指近期香港區議會開會期間有區議員高唱此歌，批評做法不恰當，認為唱歌的區議員有機會違反擁護《基本法》及效忠香港特區的聲明。梁希望同類型事件不會在其他區議會發生。公民黨葵青區議員譚家浚表示，統計5位建制派議員的在席時間只有10分鐘，批評建制派「民生不做，政治又不表達」。民主黨葵青區議員尹兆堅則指此曲是「反送中」運動的代表歌曲、是大部份市民的心聲，看不到歌詞與一國兩制有抵觸之處，就算「光復香港，時代革命」等字眼亦經過選舉主任的參選資格判定，不明梁美芬「憑甚麼越俎代庖，不尊重主流民意」。
2020年5月5日，香港眾志秘書長黃之鋒稱，有被捕者因在獄中唱願榮光歸香港，被懲教助理掌摑，又要求他們掌摑自己。懲教署則回避問題，並稱若有人就其服刑期間的待遇有所不滿，可向懲教署投訴調查組投訴。
2020年6月11日，教育局局長楊潤雄接受商台節目訪問時，稱反修例歌曲願榮光歸香港明顯是政治宣傳的歌曲，不能在校內出現。認為「學校唔應該有政治宣傳活動，唔適合就係唔適合。」（學校不應該有政治宣傳活動，不適合就是不適合。）
兩日後，社交網站流傳帖文，指香島中學有教師因在音樂考試時未有阻止學生於音樂考試中演奏願榮光歸香港，遭校方和校董會認為其政治立場與校方不一致，而拒絕續約。6月12日下午，聖母玫瑰本土關注組、香島中學本土關注組及九龍塘中學本土關注組發起人鏈活動，過百名學生在香島中學外組成人鏈聲援。部分人手持標語，高叫口號。當學生接近又一城門外時，突然30名警員到場，指在場人士違反限聚令，要求立刻離開，在場學生立刻四散。校方發出聲明，稱該校是「傳統愛國學校」，強調校董會按既定程序處理教師續約。而涉事學生並無受處分。中华人民共和国政府媒体《环球时报》则評論称願榮光歸香港是「政治上很恶毒的歌曲」，「在香岛中学供职，所有教师当然要与该校的理念保持一致，这是天经地义的」，「支持、纵容这样的歌曲，就不要在香岛中学工作」。
2020年6月30日《中華人民共和國香港特別行政區維護國家安全法》實施後，有網民恐怕願榮光歸香港變成禁語，故在同年7月3日以類似「0243」的粵語填詞方法，以粵語數字讀音寄調歌曲。其中使用了「5201314」來寄調「盼自由歸於這裡」和主題「願榮光歸香港」，而在中華人民共和國普遍認知「5201314」是普通話諧音的「我愛你一生一世」。改編受到一眾網民支持。
2020年7月8日，教育局局長楊潤雄於書面回覆立法會議員質詢時表示，願榮光歸香港「帶有強烈政治信息」，絕對不應讓學生在校內奏唱與撥放；楊並表示學生應為自己行為負責，於校內則懲處或輔導，在校外則按法例承擔責任。
2021年5月22日晚上，港菲混血街頭歌手馬賦馳（Oliver Ma）在中環街頭唱英文版願榮光歸香港時，被三名軍裝警員警告。警方其後將他的咪箱關掉，並以「公眾妨擾罪」拘捕。他表示自己的表演工具遭沒收，之後獲准以500元保釋，6月中上庭。
2022年9月19日，因應英女王伊利沙伯二世逝世並進行國葬，不少市民前往英國駐港總領事館獻花及弔唁。惟於晚上8時左右，有市民站在馬路中間石壆並使用口琴吹奏英國國歌和願榮光歸香港等歌曲，引起在場市民的注意，及高呼「God Save the Queen 」和「香港人加油」等口號。警方隨即派員到場戒備，用水淋熄在領事館外行人路欄杆上的燭光並截查吹口琴的市民，亦有警員一度踏進領事館範圍，被職員阻止，最終警員把負責吹口琴的市民帶走調查。
2023年1月，英治香港最後一任總督彭定康透過「香港監察」在以「願榮光歸香港」配樂的影片用香港粵語向全球香港人拜年，他表示中共大舉打壓香港自由，親北京者協助統戰是幫凶，在香港作惡多端。他和許多人一樣堅信獨裁政權及其所做之事總有後果，遲早會消失在歷史中。香港所代表的價值會比任何地方的任何獨裁政權更長久，包括中共。
2023年10月，曾因以二胡演奏《願榮光》被票控無牌演奏，最終獲裁無罪的六旬翁，被指於2021至2022年期間，在大圍、旺角及中環無牌演奏及籌款，共被票控7罪。他否認傳票控罪受審，之後被裁定罪成，判處監禁30日，獲准保釋候上訴。署理主任裁判官陳慧敏指，接納警方專家指《願榮光》一曲「與非法集結、暴動及港獨等有高度聯繫」。就被告聲稱不知籌款須事先申請，官指對法律無知非有效的抗辯理由，又指「自由並非絕對」，不能為所欲為、妄顧法律責任。

### 香港國歌事件
2021年7月，一名41歲香港網媒男記者在APM商場內，將香港劍擊隊代表張家朗的奧運頒獎片段配上願榮光歸香港發布於網絡和高舉「港英旗」，一年後被控犯侮辱國歌罪。到2022年12月16日被判監禁3個月。
2021年7月26日，一名27歲男子被指將頒獎片段中的國歌，換上願榮光歸香港並發布至YouTube。到7月5日，东区裁判法院裁判官屈丽雯裁决若將张家朗得奖片段的国歌部分配上愿荣光归香港則「侮辱国歌罪」成立。被告還押至7月20日被判處監禁3個月，為首宗經審訊後被定罪的「侮辱國歌罪」案件。
2022年11月13日，亞洲七人欖球系列賽南韓站，主辦方將願榮光歸香港作為「香港國歌」（the Hong Kong national anthem）播放，香港特區政府對此表示不满，隨後主辦方致歉並保證類似情況不會再次發生。
11月19日，有網民發現11月6日舉行的世界盃欖球賽終極復活賽香港對葡萄牙的比賽精華片段中的英文字幕顯示香港國歌為願榮光歸香港。另外，網上亦流傳早於2022年7月23日舉行的一場世界盃欖球賽香港對湯加的賽事中，有歌手唱出中國國歌時，精華片段的字幕卻出現願榮光歸香港的英文譯名。
12月2日，於杜拜舉行的2022亞洲經典健力錦標賽的頒獎禮上，主辦方將願榮光歸香港當作中國國歌播放，當事運動員連煒楨在音樂播放15秒後做出手勢要求暫停，隨後主辦方換播了義勇軍進行曲。香港特區政府對此表示不滿。香港舉重健力總會表示他們之前已經向主辦方提供正確的國歌。主辦方隨後致歉，並表示出錯原因是由於技術團隊早前下載了所有參賽隊國歌以便應對未有提交國歌的隊伍，而下載的錯誤版本未移除。
12月12日，一名49歲香港男子因涉嫌在社交平台Twitter發布欖球賽播錯國歌帖文，而被香港警務處國安處逮捕，被指控「作出具煽動意圖的作為」。
12月15日，網上流傳一段香港男子棒球隊在2010年台灣參加第17屆洲際盃棒球賽時的國歌播放環節中，將片段中原本播放的義勇軍進行曲變成播放願榮光歸香港。棒總強烈譴責事件，已就事件向港協暨奧委會、康文署、世界棒壘球總會、亞洲棒球總會及洲際杯主辦單位中華民國棒球協會呈報，同日亦向香港警方求助。
2023年2月28日，在波斯尼亞舉行的世界冰球錦標賽第三級別賽事上，香港男子隊在分組賽出戰伊朗取得胜利，在播放國歌時错误播放願榮光歸香港，且附有人聲唱出歌詞。約10秒後，有港隊成員隨即做出T字手勢叫停，並有隊員上前向賽會反映，大會其後道歉指會更正，兩分鐘后大會播放出正确的中国国歌義勇軍進行曲。港協暨奧委會表示正向香港冰球協會密切了解情況，并盡快向主辦機構詳細調查出錯原因，向港協暨奧委會提交報告。香港特區政府亦发文表示強烈不滿，要求港協暨奧委會深入調查，盡快提交報告，並嚴肅跟進事件。香港國安官員稱其伤害了香港人的感情，儘管特區政府直到2023年4月份才更新了自己的网页，以提供中國国歌的详细信息。

### 禁制令
2022年11月，有用戶指在Google搜索「香港國歌」時最高的顯示結果是願榮光歸香港的連結，而不是中華人民共和國國歌義勇軍進行曲。事件被指與互聯網搜尋器的演算法有關，引起建制派和政府高層的注意，要求Google搜尋器在搜尋「香港國歌」時顯示正確的結果。有網絡專家提出可向Google公司繳交廣告費便可將義勇軍進行曲在搜尋結果置頂，但政府領導層宣稱Google有責任移除願榮光歸香港及將義勇軍進行曲置頂，表明不會向Google公司支付廣告費。其後保安局長鄧炳強指Google拒絕港府要求。12月15日，《星島日報》在專欄引述政府消息人士稱Google在香港的職員表示他們無能力處理港府提出的要求，而港府去信Google公司的總部，但回覆的都是低級職員。法新社向Google公司查詢港府要求操控搜尋結果之事，Google公司於12月15日回應稱「不會人為操控」網路自然排名，此回應被外界認為是Google拒絕配合中國官方的網路言論審查及人為操控輿論的做法。
2023年6月5日，律政司長林定國入稟高等法院申請禁制令和臨時禁制令，禁止公眾廣播、演奏或在任何平台傳播願榮光歸香港。入稟狀指，公眾不得以任何方式在網上廣播、轉載、傳播、表演、刊印、發布、出售、要約出售、分發、展示或複製願榮光，意圖煽動他人分裂國家，違反《港版國安法》；又指願榮光可能被當成香港國歌，具意圖侮辱國歌，違反《國歌條例》。入稟狀附上32條YouTube相關影片連結，要求有關人士停止傳播，當中包括手語版、中樂合奏版、以及英語、德語等多國語言版本。政府發言人表示，有關歌曲近期多次被錯誤表述為「香港國歌」，對國家和特區造成嚴重損害，有關申請是必要、合理和合法並符合人權法案的要求。保安局局長鄧炳強表示，相關歌曲歌詞含有法律裁定的煽動口號，且多次發生誤當成國歌事件，反映歌曲有危害國家安全情況，但目前法例未必能百分百處理相關情況，故需申請禁制令。願榮光歸香港或成為香港開埠以來第一首被官方明文禁止的歌曲。
高等法院6月12日開庭開庭由國安法指定法官陳嘉信處理禁制令，法官在要求政府更具體地說明其要求的範圍後批准以政府官方網站、灣仔警署的報案室張貼二維碼，及發布新聞公報的方式向被告送達禁制令。入稟狀提及願榮光或涉違的法例，包括港版國安法第21條（分裂国家罪）、《刑事罪行條例》第9條的煽動罪，及國歌條例第7章。律政司指禁制令非針對全世界。案件延期至7月21日審理，預料會處理禁制令申請。任何反對禁制令的人士，須在香港警察總部內向警方提供姓名及身份證號碼等資料，該禁制案疑由國安處調查。律政司指，截至6月21日，收到一名市民通知擬就法律程序提出抗辯。據報是就支聯會被控煽動顛覆政權案還押的前支聯會副主席鄒幸彤透過律師代表提出反對。而香港記者協會已委聘律師致函律政司，索取相關法律文件，並指會考慮向法庭申請介入案件，希望可以「申請新增新聞工作方面的豁免條款，以保障新聞工作者的工作」。
國際特赦組織於同日刊文關注事件，認為香港政府申請禁制歌曲並無尊重人權，明顯違背國際人權法及標準。
消息傳出後，願榮光歸香港的搜尋及下載率飆升，更佔了香港iTunes熱門歌曲十位中的九位。而Google搜尋趨勢亦顯示搜索熱度急增，由以往每日平均0至3分，升至6月6日的93分。到7日中午，最多人搜尋的前3個關鍵字分別是「歌詞」，榮光製作人「湯瑪仕與眾香港人」和「國歌」。到2023年6月14日，蘋果公司在全球Apple Music和iTunes Store下架了願榮光歸香港的多個版本，而音樂平台KKBOX和Spotify亦無法播放，僅餘「董事長樂團」主唱的台語版本。截至6月17日，願榮光歸香港多個版本重新在包括KKBOX及Spotify在內的各音樂平台上架，幾日後亦重新上架Apple Music。
2023年7月18日，香港記者協會發聲明表示，律政司同意向法庭提出豁免任何記者執行新聞工作活動時的禁制令及民事責任，因此記協將不介入該禁制案。同日，根據司法機構網頁顯示，《願榮光》禁制令案改由陳健強法官審理。法官書面通知有意抗辯的鄒幸彤一方「沒有資格（no standing）」介入案件。
2023年7月28日，高等法院拒絕批出臨時禁制令，法官認為禁制令與港版國安法、現行刑事法例有所衝突，若非因這些衝突， 即使會產生「寒蟬效應」，基於國家安全都應批出禁制令，陳健強法官在判詞中又肯定了律政司的申請有正當目的。身兼香港基本法委員會委員的立法會議員梁美芬指政府可以上訴、執法部門執法、立法會修例三者同時並行的方式以求封禁《願榮光》。
2023年8月7日，律政司表示就判決提出上訴。律政司指特首已根據《國安法》第47條發出證明書，法庭應遵從行政機關判斷，只能在特殊情況下拒批禁令。8月23日，法官陳健強批出律政司上訴許可。
2023年10月31日，高院法官陳健強指鄒幸彤確認自己不是被告，亦無從事涉案的四種禁制行為，故拒絕鄒幸彤加入《願榮光》禁令上訴案。鄒幸彤不服判決，向法庭提上訴。至同年12月13日，高院法官陳健強拒絕批出上訴許可，並下令鄒幸彤一方支付訟費。
2024年5月8日，律政司上诉得直，法庭正式对此曲頒下臨時禁制令。法庭承认禁令可能引发寒蟬效應，但同时又认为禁制令合憲。判案书提及，網絡平台營運者愿意在有法庭命令的前提下配合政府的要求，因此禁制令存在必要性。判词列出32个YouTube视频的链接，明确以上内容违禁。
2024年5月14日，YouTube表示對裁決感到失望，但會服從法庭命令，禁止在香港瀏覽禁制令列出32段影片，並進行相關調整，這些影片亦不會出現在香港的Google搜尋結果。YouTube又表示將會研究上訴選項，以促進資訊自由，並認同人權組織指禁令將在自由的網絡環境引起寒蟬效應，令人質疑香港推動數碼經濟和恢復營商環境的工作。相關影片目前在香港嘗試瀏覽會展示「根據法令，這項內容遭到法例禁止，因此無法在這個國家／地區網域中播放。」字眼，但該些影片以外的多個不同版本《願榮光歸香港》則未受限制，仍可在香港瀏覽。
鄒幸彤申請以「與訟方」身份加入訴訟。2024年7月18日，兩位上訴庭法官下判詞認為她的説法並非合理可爭辯。法庭下令鄒幸彤須向律政司支付10萬元訟費。

#### 評論
曾合唱願平安歸香港的立法會議員何君堯表示支持律政司決定，認為無必要改歌宣揚正面信息，所以不感可惜或「殺錯良民」。行政會議成員、資深大律師湯家驊認為不應只糾纏於歌曲中某段歌詞或旋律，也要考慮背後理念，並舉例指二戰後意大利政府禁止法西斯主義。他更指出「哼幾句」願榮光都會受規管，有必要就危害國安的行為發禁制令，絕不鼓勵市民以身試法。身兼行政會議召集人的新民黨立法會議員葉劉淑儀認為在禁制令前搜尋及下載量飆升反映有部分人想盡量散播歌曲這首有煽動性及顛覆性的歌曲。
香港浸會大學新聞系前助理教授杜耀明認為當局可能「計錯數」，效果只會適得其反，形容「愈是禁，歌愈紅」，同時也為香港基本法23條立法「試水溫」。香港律師蔡騏分析，若法院頒布禁制令，由於Google、臉書等國際平台業者可能遭到美國國會質詢而不遵從，香港網路供應商將承擔所有阻斷責任，將導致Google等網站在香港被封鎖。智庫歐亞集團主管地緣科技運作研究的魯曉萌認為，對大型科技公司施加進一步的壓力以遵守政府的要求，可能會迫使這些公司從市場上撤回他們的服務，就像谷歌在2010年將其搜索業務撤出中國大陸一樣。彭博的報導認為此舉可能會促使谷歌等西方科技公司重新考慮其在香港這個金融中心的存在。
2024年5月8日，禁制令批出後，中華人民共和國外交部發言人林劍表示法院的裁決是「履行維護國家安全和國歌尊嚴憲制責任的正當必要舉措」。同日，美國國務院發言人馬修·米勒指香港向來重視司法獨立、保護資訊自由流通，批評禁令進一步打擊香港國際聲譽。香港記者協會主席陳朗昇接受美國之音訪問時表示關注有傳媒新聞片段被列入禁制令禁制範圍，將去信律政司及法庭尋求修訂。他表示看不到禁制令必要性，指已有國安法等刑事法律；又憂慮禁制令影響營商環境，指據他理解Google、Yahoo等國際互聯網公司對禁制令有憂慮。
2024年6月5日，美國自由亞洲電台報導，美國國會及行政當局中國委員會（CECC）主席、共和黨籍新澤西州眾議員克里斯·史密斯（Chris Smith）及共同主席、民主黨籍奧勒岡州參議員傑夫·默克利（Jeff Merkley）去信Google及YouTube執行長，指禁令違反了人權標準，所以兩公司不應跟從，要求YouTube恢復《願榮光歸香港》一曲在香港播放，並敦促Google公佈對香港法院提上訴的計劃。

#### 音樂平台版本多次遭發行商移除
2024年5月24日蘇格蘭發行商Emubands根據香港法庭的禁制令，已將該歌曲從全球範圍內的音樂平台移除。此禁制令的執行結果是，該歌曲已從包括但不限於iTunes、Apple Music及Spotify等主流音樂平台上消失。版權持有人透露，根據Emubands的最新回應，該歌曲重新上架的可能性極低。
2024年5月29日，版權持有人在社交平台表示，部分歌曲版本已重新登上各串流平台。
2024年6月6日版權持有人表示，美國發行商Distrokid，同樣將歌曲在音樂平台中移除，目前無法得知原因。
2024年6月23日，版權持有人再宣布《願榮光2023 Edition》專輯將在各大平台「恢復正常上架」，並會繼續努力將其他版本重新上架。截至23日晚上，專輯已在Spotify及KKBOX重新上架，Apple Music則尚未上架。
2024年8月21日，版權持有人在社交平台表示，全球英美加各發行公司均抹去此曲。

## 改編及版權問題

### 其他語言
該歌粵語原版發佈後，陸續有多種其他語言譯配版本出現，包括德语、日语、法语、香港手語、臺語、普通話、加泰罗尼亚语。

### 各種改版
願榮光歸香港的各種版本自2019年出現以來不斷誕生，除了各國語言的翻譯版外，還包括管弦樂團版、粵曲大戲版、手語版（與肥媽有話兒進行Crossover）、插畫版、Matlab版、嘻哈音樂。

### 中國大陸改編
2019年10月，《蘋果日報》報道疑因部分傾向民族主義、擁護中國共產黨的「小粉紅」發表的「愛國言論」引發爭議，中國大陸網站豆瓣雪藏了站內3個流量較大的討論群組，並封鎖站內廣播功能半個月。對此，有豆瓣用戶改編歌曲諷刺這些用戶，表達「讓自由歸於豆瓣」之願望。
2022年，數個改寫願榮光歸香港歌詞而成的普通話歌曲於白紙運動期間在網路媒體流傳。

### 撐警版本
2019年9月12日，YouTube上出現一段名為「願榮光歸香港警察版MV」的視頻，將原曲原詞配上香港警察宣傳片及防暴警察以催淚彈等武器驅散反送中示威者的片段，並在字幕中將原歌詞「時代革命」改為「警察使命」，但演唱部份則沒有改動。該MV上線後引起爭議，當晚所有評論均被移除。縮時攝影師Francis So在其Facebook指控稱該MV尾段一幕從山頂拍攝的香港夜景縮時片段侵犯其版權，在MV中有片段被挪用的有線電視新聞亦對此回覆稱「對一切侵權行為，保留追究權利」。
隨後，網絡上又出現了一段名為願真理救香港的歌曲，採用願榮光歸香港的曲調，但卻將歌詞改為歌頌警察對抗「暴徒」的內容，作詞人署名為「愛港的人」。對此，林夕評論說，「這真理版採用榮光的原版MV，毫無違和感，似天造地設。問題是何謂『暴徒』：濫權濫捕濫打人者，抑或是權力武力不對等的衝衝子」。
在讓愛與和平佔領中環五周年纪念日，有網民上載一段名為《願平安歸香港》的影片，並改動願榮光歸香港的歌詞，將其內容改成為希望香港能夠「止暴制亂」，稱「盼和平歸於香港」。影片當中有立法會議員何君堯偕一眾身穿白衣人士的合唱團高唱此曲的畫面，他亦在個人的社交網絡專頁分享有關該影片的新聞，並稱「大家盼望平安歸與香港」；原版及撐警版的填詞，都用「何以...何以...」的歌詞結構；惟影片因為侵犯香港歌手何韻詩創立的Goomusic公司所持版權，該影片在上載當日已被YouTube下架。對此，何君堯稱《願平安》由朋友建議作詞，屬二次創作，不理解為何被指侵權。

### 版權相關事件
題為「願榮光歸香港原版Glory to Hong KongFirst Version（with ENG subs）」的原版YouTube影片，因為收到用户的版權聲明，YouTube已將整段影片下架。之後，作者重新將願榮光歸香港的原版上架，但只用團隊標誌作影片的內容，避免再次被稱「侵犯版權」，Thomas接受訪問時認為YouTube的處理「得啖笑」（只能博人一笑）。
由周冠威導演的以反送中運動為題材的紀錄片《時代革命》中，使用了黑方格製作的願榮光管弦樂團及合唱團版，被願榮光創作團隊指責其侵權，要求從影片中移除該曲。2022年4月6日，雙方團隊達成協議，電影獲得歌曲免費授權。

## 外部連結
- 願榮光歸香港公開資料（页面存档备份，存于）
- 作曲團隊dgx的YouTube頻道（页面存档备份，存于）
- 願榮光歸香港評論 （页面存档备份，存于）
- 願榮光歸香港琴譜與Midi（页面存档备份，存于）